# Richard Karn

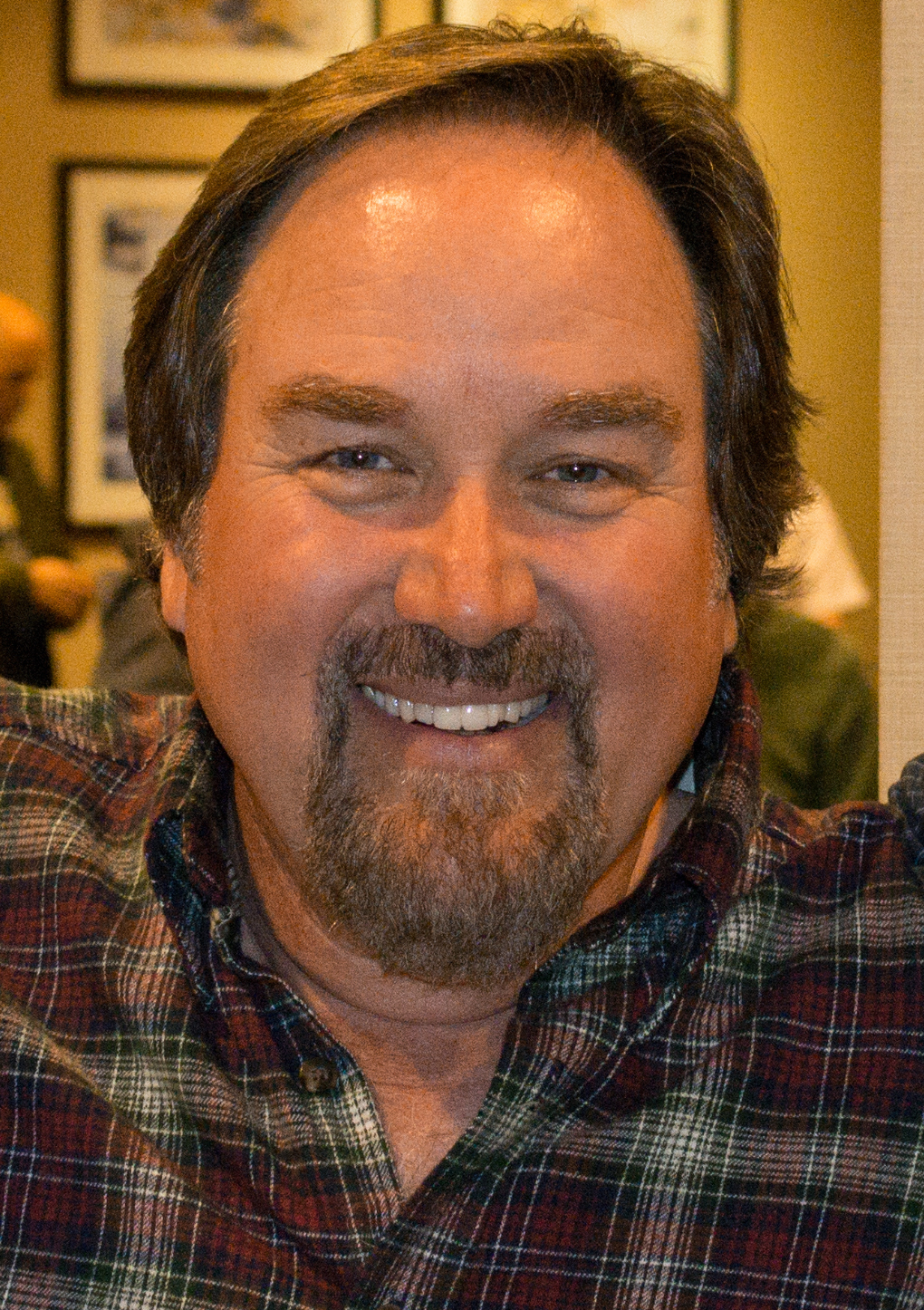
Richard Karn (2015)

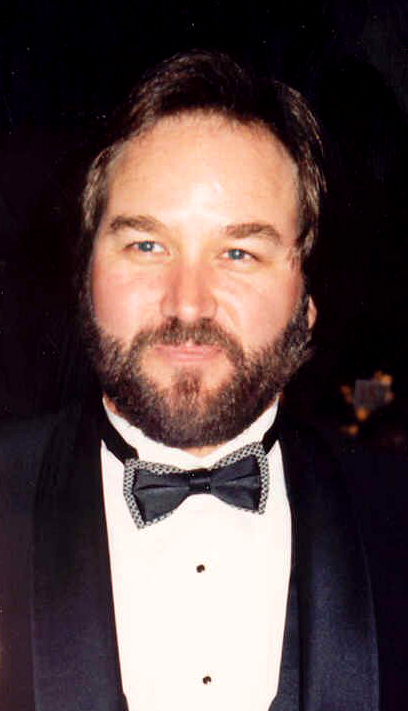
Karn bei der Emmy-Verleihung 1994

Richard Karn Wilson (* 17. Februar 1956 in Seattle, Washington) ist ein US-amerikanischer Schauspieler und Showmaster.

## Leben
Richard Karn ist im deutschsprachigen Raum vor allem bekannt durch die Rolle des Albert „Al“ Borland in der US-amerikanischen Sitcom Hör mal, wer da hämmert (Home Improvement) die von 1991 bis 1999 produziert wurde. Al ist der Assistent des „Heimwerkerkönigs“ Tim Taylor, der von Tim Allen, dem Star der Serie, gespielt wird. In der Rolle trägt Karn stets Flanellhemden, die Figur des Al ist oft unfreiwillig komisch und regelmäßig Zielscheibe von Tims Witzen.
Im deutschen Fernsehen ist Richard Karn darüber hinaus kaum zu sehen. In den USA hatte er einige Auftritte in Werbespots sowie kleinere Rollen in Filmen und Videoproduktionen. Im US-amerikanischen Fernsehen hat er unter anderem von 2002 bis 2006 einige Folgen der Gameshow Family Feud moderiert, deren deutsche Version als Familien-Duell bekannt ist.
Karn ist mit der Schauspielerin Tudi Roche verheiratet, die in sechs Folgen eine der Schwestern der Serienfigur Jill Taylor bei Hör mal wer da hämmert darstellte. 1992 wurde ihr Sohn Cooper geboren.

## Filmografie (Auswahl)
- 1991–1999: Hör mal, wer da hämmert (Home Improvement, Fernsehserie, 202 Episoden)
- 1995: Das Leben und Ich (Boy Meets World, Fernsehserie)
- 1997: Ein Pastor startet durch (Soul Man, Fernsehserie)
- 1997: Bram Stoker’s Legend of the Mummy
- 2001: Die wilden Siebziger (That ’70s Show, Fernsehserie)
- 2001: Jack – Extrem schräg (MVP 2: Most Vertical Primate)
- 2002: Air Bud – Mit Baseball bellt sich’s besser (Air Bud: Seventh Inning Fetch)
- 2003: Tim Allen präsentiert: Das große Special zu ‘Hör’ mal, wer da hämmert!’ (Tim Allen Presents: A User's Guide to ‘Home Improvement’, Fernsehspecial)
- 2006: Air Buddies – Die Welpen sind los (Air Buddies)
- 2007: Mr. Blue Sky
- 2008: Snow Buddies – Abenteuer in Alaska (Snow Buddies)
- 2010: True Jackson (True Jackson, VP)
- 2011: Poolboy – Drowning out the Fury
- 2013: Last Man Standing (Fernsehserie, 2 Episoden)
- 2015: Christmas Land
- 2017: Detroiders (Fernsehserie, eine Episode)
- 2017: Reich und Schön (Fernsehserie, 2 Episoden)
- 2017: Christmas in Mississippi (Fernsehfilm)
- 2018: Amanda and the Fox
- 2019: Check Inn to Christmas (Fernsehfilm)
- 2019–2021: PEN15 (Fernsehserie, 11 Episoden)
- 2020: Horse Camp: A Love Tail
- 2022: Carrie and Jess Save the Universe!